# Kutikula
Kutikula (z lat. „cuticula“, zdrobněliny slova „cutis“ – „kůže“) je nebuněčná vrstva pokrývající povrch těla živočichů a rostlin poskytující ochranu. Je vylučována buňkami na povrchu těla – pokožkou. Existují různé druhy kutikuly, které závisí na původu, struktuře, funkcích a chemickém složení. U rostlin je to ochranný, hydrofobní, voskovitý pokryv (kutin), u bezobratlých živočichů je kutikula tvořena bílkovinou, u členovců obsahuje chitin a může tvořit pevnou zevní kostru, zejména po inkrustaci, například uhličitanem vápenatým.

Kutikula

## Kutikula bezobratlých
Její složení a členění je různé. V zoologii je kutikula mnohovrstevná struktura na vnější vrstvě epidermis u mnoha bezobratlých živočichů, především škrkavky a členovců, v nichž tvoří exoskelet. Hlavním konstrukčním prvkem pokožky hlístice jsou bílkoviny, jež jsou vysoce zesíleny kolageny a specializovanými nerozpustnými bílkovinami, spolu s glykoproteiny a lipidy. Pokožkové deriváty bezobratlých, jako drápky a sety, mají také kutikulární charakter.
U členovců má kutikula tři části: epikutikulu, exokutikulu a endokutikulu. Tyto vrstvy nemají buněčnou strukturu, ale mají v sobě velice drobné póry, které procházejí od endokutikuly až k povrchu, a propojují tak epidermis s povrchem těla. Měkkýši mají pružnou a tenkou pokožku, která je holá, pokrytá řasinkami nebo krytá kutikulou. V takovém případě vybíhá kutikula v plášť a jeho buňky vylučují pevnou bílkovino-vápenitou schránku.
- Epikutikula – svrchní tenká voskovitá vrstva, která neobsahuje chitin
- Exokutikula (primární kutikula) – silnější, sklerotizovaná a vrstevnatá, obsahuje chitin; její velikost je menší v tělech měkkého hmyzu, zejména v larválních stadiích
- Endokutikula (sekundární kutikula) – nejsilnější vrstva; vrstevnatá, sestavená z mnoha vrstev vláknitého chitinu a bílkovin[3]; zabraňuje vnikání i unikání vody do a z organismu

### Význam
- Opora těla
- Ochrana vnitřních orgánů
- Pasivní pohybový aparát
- Tvorba tvaru a rozměrů těla

### Chemické složení
Hlavním konstrukčním prvkem kutikuly členovců je polysacharid chitin spolu s bílkovinami, tuky a katecholaminy, které přispívají k tuhosti. Kutikula může být ještě zpevněna sloučeninami vápníku (například u raka) a často bývá pokrytá takzvanými deriváty – útvary, které vznikly činností pokožkových buněk: ostny, štětinami, chlupy, šupinami nebo drápky. Kromě toho je kutikula nositelem zbarvení živočicha. To vše přispívá například k maskování nebo naopak zastrašení predátorů.

### Svlékání kutikuly
Kutikula je pevná vnější kostra a neumožňuje růst těla, proto je periodicky svlékána a nahrazována novou, větší. Svlékání značí v biologii zbavení se starého tělesného pokryvu, například kůže či kutikuly, většinou za účelem umožnění dalšího růstu živočicha. Skupinám živočichů, které ho prodělávají, totiž kůže neroste, takže v určitých intervalech se jí musí zbavit. Pod starou kůží již bývá připravena kůže nová. Svlékání probíhá u plazů a obojživelníků a dále u skupiny ecdysozoa, která zahrnuje například hmyz, korýše, pavoukovce nebo hlístice. Svlékání navíc umožňuje obnovu opotřebovaných kutikulárních derivátů, jako jsou různé chlupy, vzdušnice a jiné výrůstky. Svlečená kutikula se nazývá svlečka neboli exuvie.
Před svlékáním se stará kutikula odděluje a tvoří se nová. Nová kutikula se připravuje již určitou dobu před vlastním aktem svlékání a znamená přerušení vztahů staré kutikuly s tělem. Nakonec se uvolňuje styk svalů a kolem těla mezi novou a starou kutikulou vzniká prostor, tzv. exuviální komora. Tento prostor je naplněn exuviální tekutinou obsahující množství různých diastáz, které rozrušují starou kutikulu. Tuto tekutinu vylučují exuviální žlázy, zvláštní hypodermální buňky. Při svlékání je odvrhována exokutikula a epikutikula a nevelké množství endokutikuly, která má jiné chemické složení než dvě ostatní vrstvy. Mladá epikutikula po svlékání je propustná pro tekutiny.
Podnět ke svlékání je hormonálního původu. Hormony se tvoří jen určitou dobu. V hmyzím mozku se nacházejí neurosekreční buňky, které produkují protoracikotropní hormon (PTTH), jenž je uvolňován do hemolymfy. PTTH stimuluje protorakální žlázy ukryté v prvním hrudním článku, tzv. prothoraxu, k produkci hormonů ekdysteroidů, což je skupina hormonů syntetizovaných z cholesterolu, které vyvolávají svlékání. U dospělého hmyzu obvykle ke svlékání už nedochází (výjimku tvoří například želvušky), protože protorakální žlázy zanikají a svlékací hormony nejsou produkovány. Pro svlékání živočichů ze skupiny Ecdysozoa se používá termín ekdyze, případně ekdyse nebo ecdysis.

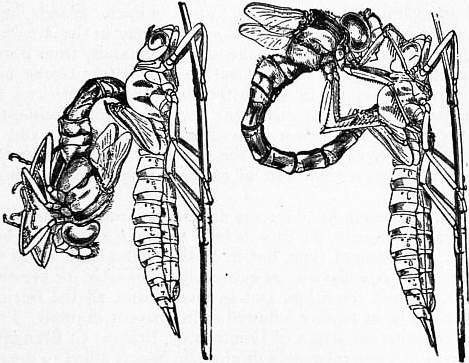
Svlékání vážky, přehledný nákres.
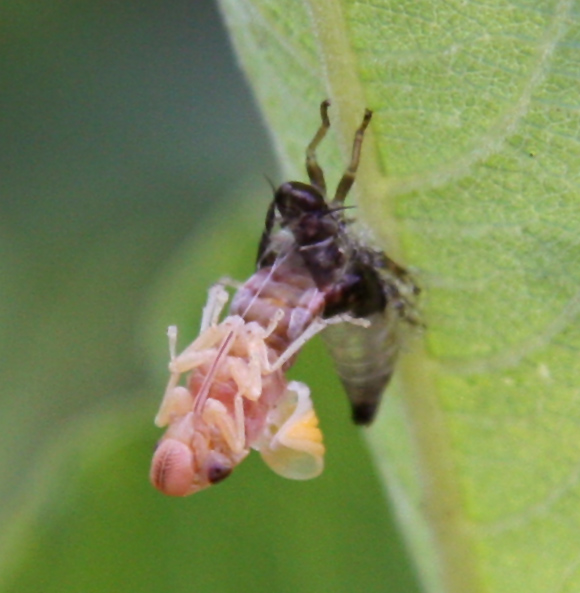
Svlékání hmyzu, odhozená stará kutikula se nazývá svlečka. Po svlékání je tělo hmyzu obzvláště zranitelné.

## Kutikula rostlin
Kutikulu mají téměř všechny rostliny, chrání je zejména před slunečním zářením, nadměrným výparem a je bariérou proti patogenům. Nachází se na povrchu nadzemních orgánů rostlin. Povrchová vrstva vosku, která pokrývá například pokožku listu Hosta sieboldiana působí hydrofobně, omezuje únik metabolitů z vnitřních pletiv i vnikání znečišťujících látek z prostředí.
Hlavní složkou rostlinné kutikuly jsou degradovatelné biopolymery kutin, nedegradovatelný polymer kutan a asociované rozpustné kutikulární vosky. Jako kutin označujeme skupinu vysokomolekulárních sloučenin složených z polyhydroxymastných kyselin. I když je kutikula převážně lipofilní povahy, jsou zde přítomny i hydrofilní struktury. Kutin obsahuje hydroxylové a karboxylové skupiny a v kutikulární membráně nacházejí i polysacharidy jako pektin a celulóza, které mají vysokou hydratační kapacitu.
Voda díky kutikule nezvlhčuje pokožku a v kapkách stéká, odnáší s sebou prach a znečištění. Tato samočisticí vlastnost, je více známa u rodu lotos indický (Nelumbo nucifera). Některé rostliny, zejména ty, které jsou přizpůsobené k životu ve vlhkém nebo vodním prostředí, mají zvýšenou odolnost proti namočení. Tato úprava není pouze fyzikálním nebo chemickým účinkem voskového povlaku, záleží do značné míry na mikroskopickém tvaru povrchu.
Sukulentní rostliny, jako například kaktusy, mají velmi silnou kutikulu, které jim pomáhají přežít v suchém klimatu. Rostliny, které rostou v dosahu mořského příboje mohou mít také silnější kutikulu, která je chrání před toxickými účinky soli.
Rostlinná kutikula představuje hlavní překážku pro agrochemikálie, které jsou aplikovány na povrch listu. Iontové sloučeniny (většina aplikovaných živin) využívají pro svůj prostup přes kutikulu polární póry, které jsou vyplněné vodou a procházejí kutikulární membránou. V kutikule je těchto hydrofilních pórů velké množství (1010/cm2), většinou o průměru do 1 nm. Předpokládá se, že v bezprostředním okolí svěracích buněk průduchů a trichomů je jejich hustota vyšší a liší se i průměrem a propustností. Zároveň bylo zjištěno, že velikost pórů se liší mezi jednotlivými rostlinnými druhy.

## Kutikula houby
Na povrchu hyf hub je vylučována vrstva, v angličtině nazývaná "cuticle" (také "pileipellis") a je chápána ve stejném významu jako kutikula u rostlin nebo živočichů. Také svrchní vrstva plodnice je u některých hub nazývána stejně. V češtině se tento výraz nepoužívá. Ve slovenštině se název používá u pečárkovitých (Agaricaceae).

## Kutikula vlasu
Lidský vlas se skládá ze dvou základních částí: vlasový stvol (scapus pili), jenž vyčnívá nad pokožku, a kořen vlasu (radix pili), který se nachází pod její úrovní. Vlasový stvol se skládá ze tří vrstev: kutikuly, kortexu a meduly.
Kutikula je svrchní vrstva chlupu složená z tenkých šupinek, sloužící jako vrstva zpevňující kortex a chránící vlastní chlup proti mechanickým poškozením. U jednotlivého chlupu se tvar šupin mění podél chlupu.

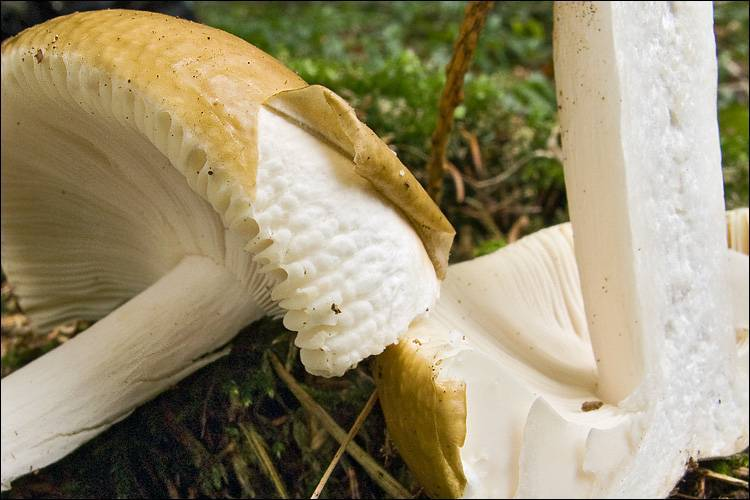
Odloupnutá část "cuticle", blanka na povrchu.
Kutikula je povrchová vrstva vosku na nejsvrchnější části listu.
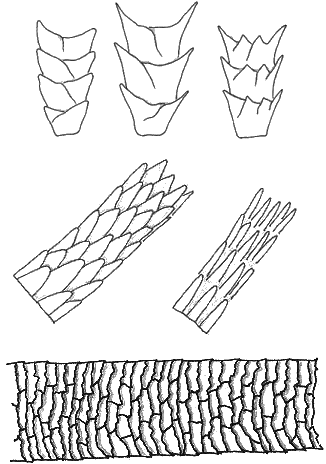
Na povrchu vlasu je také kutikula